# Чиллікоті (Міссурі)
Чиллікоті (англ. Chillicothe) — місто (англ. city) в США, в окрузі Лівінгстон штату Міссурі. Населення — 9107 осіб (2020).

## Географія
Чиллікоті розташоване за координатами 39°47′41″ пн. ш. 93°32′58″ зх. д. / 39.79472° пн. ш. 93.54944° зх. д. (39.794748, -93.549376).  За даними Бюро перепису населення США в 2010 році місто мало площу 18,21 км², з яких 18,19 км² — суходіл та 0,02 км² — водойми.

## Демографія
Згідно з переписом 2010 року, у місті мешкало 9515 осіб у 3612 домогосподарствах у складі 2146 родин. Густота населення становила 522 особи/км².  Було 4108 помешкань (226/км²).
Расовий склад населення:
| - 93,5 % — білих - 3,7 % — чорних або афроамериканців - 0,4 % — корінних американців - 0,3 % — азіатів |

До двох чи більше рас належало 1,5 %. Частка іспаномовних становила 1,5 % від усіх жителів.
За віковим діапазоном населення розподілялося таким чином: 21,4 % — особи молодші 18 років, 60,0 % — особи у віці 18—64 років, 18,6 % — особи у віці 65 років та старші. Медіана віку мешканця становила 39,6 року. На 100 осіб жіночої статі у місті припадало 70,4 чоловіків;  на 100 жінок у віці від 18 років та старших — 63,6 чоловіків також старших 18 років.
Середній дохід на одне домашнє господарство  становив 53 845 доларів США (медіана — 37 795), а середній дохід на одну сім'ю — 65 578 доларів (медіана — 50 763). Медіана доходів становила 37 443 долари для чоловіків та 26 714 долари для жінок. За межею бідності перебувало 20,0 % осіб, у тому числі 29,6 % дітей у віці до 18 років та 12,7 % осіб у віці 65 років та старших.
Цивільне працевлаштоване населення становило 3759 осіб. Основні галузі зайнятості: освіта, охорона здоров'я та соціальна допомога — 21,7 %, роздрібна торгівля — 14,3 %, виробництво — 13,1 %.